# Dino De Laurentiis
Agostino Dino De Laurentiis (Torre Annunziata, Campania, 8 de agosto de 1919-Los Ángeles, 10 de noviembre de 2010) fue un productor de cine italiano. Junto con Carlo Ponti, también productor, llevó al cine italiano a la escena internacional tras la Segunda Guerra Mundial. Produjo o coprodujo más de quinientas películas, 38 de las cuales fueron nominadas a los premios Óscar. También tuvo una breve carrera como actor a finales de los años 30 y comienzos de los 40.

## Biografía
Dino De Laurentiis nació en Torre Annunziata, a unos pocos kilómetros de Nápoles, y creció vendiendo los espaguetis producidos por su padre.

### Inicios en Italia
Dejó su hogar a los diecisiete años para estudiar cine en el Centro Experimental de Cinematografía en Roma, estudios que fueron interrumpidos por la Segunda Guerra Mundial. En 1946, fundó su propia empresa: Dino de Laurentiis Cinematográfica.
En los inicios de ese año, produjo Arroz amargo, de Giuseppe De Santis (1946), que supuso el lanzamiento de la carrera de Silvana Mangano. Otros filmes destacados fueron La strada (1954) y Las noches de Cabiria (1954), ambos de Federico Fellini. Trabajó a menudo en cooperación con el productor Carlo Ponti, marido de Sophia Loren.
En 1949, se casó con Silvana Mangano, con quien tuvo cuatro hijos, y permanecieron casados hasta poco antes de la muerte de ella, en diciembre de 1989, en Madrid.
En los años sesenta, produjo dos ambiciosos filmes bíblicos: Barrabás (1962), de Richard Fleischer, y La Biblia (1966), de John Huston, ambos con un elenco mixto de actores italianos y estrellas de Hollywood. También produjo el mayor éxito de Franco Zeffirelli, Romeo y Julieta (1968), y Waterloo (1970), coproducción italosoviética sobre la célebre batalla de Napoleón Bonaparte, dirigida por Serguéi Bondarchuk y protagonizada por Rod Steiger, Christopher Plummer y Orson Welles. Construyó sus propios estudios cinematográficos, pero financieramente quebraron en la década siguiente.
De Laurentiis siguió produciendo películas, ya más comerciales, como una imitación del personaje de James Bond (Bésame y no me mates, de 1966, Se tutte le donne del mondo, Operazione Paradiso), un spaghetti western con Burt Reynolds (Navajo Joe, 1966), Anzio, con Robert Mitchum (1968; ambientada en la Segunda Guerra Mundial) y una adaptación del cómic Barbarella (1968), con Jane Fonda, Ugo Tognazzi y John Phillip Law.

### En Estados Unidos
En 1972 la legislación italiana sobre cine introdujo un cambio perjudicial para Dino De Laurentiis: las subvenciones públicas se reservarían a filmes con capital enteramente nacional. De Laurentiis, quien mayormente producía filmes en idioma inglés y en coproducción destinados al mercado global, optó por instalarse en los Estados Unidos, donde fundó la firma De Laurentiis Entertaining Group (DEG), con sede en Wilmington (Carolina del Norte). Esta localidad se convirtió rápidamente en uno de los centros más activos de producción de cine y televisión de todo el país.
Durante este período De Laurentiis hizo un gran número de películas exitosas y aclamadas, incluyendo: Lo scopone scientifico (1972), de Luigi Comencini, con Joseph Cotten, Bette Davis, Alberto Sordi y Silvana Mangano; Serpico (1973), con Al Pacino; Deseo de Asesinar (1974); Mandingo (1975), de Richard Fleischer, con James Mason, Perry King y Susan George; Los tres días del cóndor (1975), de Sydney Pollack, con Robert Redford y Faye Dunaway; El huevo de la serpiente (1977), de Ingmar Bergman; y Ragtime (1981), de Milos Forman, que fue uno de los últimos trabajos del veterano James Cagney.
El nombre de De Laurentiis se hizo popular con sus producciones más comerciales, que convirtieron su firma en sinónimo de diversión, como la versión de King Kong, de 1976, con una debutante Jessica Lange. Para el mismo papel había audicionado Meryl Streep, a quien De Laurentiis trató groseramente: opinó que era muy fea y lo dijo en italiano pensando que ella no lo entendería, pero Streep le respondió sarcásticamente con un fluido acento italiano, dejándole impactado. King Kong recibió malas críticas pero fue un éxito de taquilla. Otras producciones de estos años fueron: Orca, la ballena asesina (1977), con Richard Harris, Charlotte Rampling y la aparición de una joven Bo Derek; El desafío del búfalo blanco (1977), con Charles Bronson y Kim Novak; Huracán (1979), con Mia Farrow y Jason Robards; la versión de Flash Gordon de 1980 (con estrellas como Timothy Dalton, Max von Sydow y Ornella Muti, y música del grupo Queen); Conan el Bárbaro (1982), película que lanzó al estrellato a Arnold Schwarzenegger; y Halloween II (secuela de la película de John Carpenter de 1978). También produjo proyectos más arriesgados, como los del director David Lynch: Dune (1984), que fue un fracaso comercial, y Terciopelo azul (1986).
De Laurentiis también hizo varias adaptaciones de obras de Stephen King, incluyendo Ojos de Fuego (1984), La zona muerta (1985), Los ojos del gato (1985) y Silver Bullet. En 1992, El ejército de las tinieblas o Army of Darkness fue producido conjuntamente por De Laurentiis, Robert Tapert y la estrella de la película, Bruce Campbell. También produjo la criticada Maximum Overdrive, de 1986, ópera prima de Stephen King como director, en la cual, por el paso de un cometa, el mundo quedaba durante ocho días sometido al dominio de las máquinas. Esta cinta luego se convirtió en película de culto por la aparición del camión Western Star con la cabeza del Green Goblin y la destacada música de AC/DC.

### La saga sobre Hannibal Lecter
De Laurentiis también produjo la primera película donde aparecía el personaje de Hannibal Lecter escrito por Thomas Harris: Manhunter (Michael Mann, 1986). Tal vez por su discreto resultado comercial, renunció a producir la secuela escrita por el mismo autor, The Silence of the Lambs, una decisión de la que luego se arrepentiría profundamente debido al éxito comercial y los premios Óscar que cosechó la versión dirigida por Jonathan Demme. Sí produjo las dos películas posteriores sobre Lecter: Hannibal (2001, Ridley Scott) y Red Dragon (2002, Brett Ratner). Esta última era realmente una precuela, a modo de nueva versión de Manhunter, película que De Laurentiis consideraba fallida. También produjo Hannibal Rising (2007), otra precuela que se remonta a la niñez de Lecter para narrar cómo se convirtió en asesino.

### Últimos años
En su última etapa, De Laurentiis prefirió producir adaptaciones de libros exitosos, seguramente de acuerdo con su buen ojo comercial. Pero se equivocó al intentar emular el éxito de Basic Instinct con el thriller erótico Body of Evidence, con Willem Dafoe y Madonna; esta producción fue un rotundo fracaso de taquilla y de crítica. 
Mejores resultados tuvieron otras producciones como Motín a bordo (1984), con Mel Gibson y Anthony Hopkins; 37 horas desesperadas (Desperate Hours, 1990), de Michael Cimino; Illegally Yours, de Peter Bogdanovich; y la comedia de ciencia ficción Las chicas de la Tierra son fáciles (1988), protagonizada por Geena Davis y Jim Carrey.
Desde su primera película, L’ultimo combattimento (1940), De Laurentiis produjo casi 150 películas.
El productor cinematográfico murió el 10 de noviembre de 2010, a los 91 años, en su residencia de Beverly Hills, California, de causas naturales debido a su avanzada edad.

## Premios y distinciones

### Premios Óscar
| Año  | Categoría                            | Trabajo nominado                     | Resultado |
| ---- | ------------------------------------ | ------------------------------------ | --------- |
| 2000 | Premio en Memoria de Irving Thalberg | Premio en Memoria de Irving Thalberg | Ganador   |

Festival Internacional de Cine de Venecia
| Año  | Categoría                       | Resultado |
| ---- | ------------------------------- | --------- |
| 1999 | Premio Pietro Bianchi           | Ganador   |
| 2003 | León de Oro por toda su carrera | Ganador   |

- Caballero de la Orden al Mérito del Trabajo (Roma, 1966).
- Gran Oficial de la Orden al Mérito de la República Italiana (Roma, 1967).
- Caballero Gran Cruz de la Orden al Mérito de la República Italiana (Roma, 1966).